# Albert Sarkisjan (ur. 1963)
Albert Władimirowicz Sarkisjan, orm. Ալբերտ Վլադիմիրի Սարգսյան, ros. Альберт Владимирович Саркисян (ur. 14 sierpnia 1963 w Erywaniu) – ormiański piłkarz, grający na pozycji obrońcy, trener piłkarski.

## Kariera piłkarska

### Kariera klubowa
W 1980 rozpoczął profesjonalną karierę piłkarską w klubie Ararat Erywań. W 1989 został zaproszony do Dynama Kijów, ale rozegrał tylko 3 mecze i w następnym roku przeszedł do FC Kapan. W 1990 powrócił do Araratu, na prośbę jego starszego brata Armena, który trenował klub. W 1994 wyjechał do Litwy, gdzie występował w klubach Panerys Wilno i Lokomotyvas Wilno. W 1996 zakończył karierę piłkarską.

### Kariera reprezentacyjna
W latach 1994–2001 występował w juniorskiej i młodzieżowej reprezentacji ZSRR. 9 października 1990 w składzie narodowej reprezentacji ZSRR rozegrał jeden nieoficjalny mecz z Izraelem.

## Kariera trenerska
Po zakończeniu kariery piłkarskiej rozpoczął pracę trenerską. W 1996 objął stanowisko głównego trenera Lokomotyvasa Wilno. Potem trenował ormiańskie kluby Dwin Artaszat, Dinamo-2000 Erywań, Kilikia Erywań, Erywań United i Gandzasar Kapan.

## Sukcesy i odznaczenia

### Sukcesy klubowe
- brązowy medalista Mistrzostw ZSRR: 1989

### Sukcesy indywidualne
- wybrany do listy 33 najlepszych piłkarzy ZSRR: Nr 3 (1991)

### Odznaczenia
- tytuł Mistrza Sportu ZSRR